# Setaria palmifolia
Setaria palmifolia är en gräsart som först beskrevs av J.Koenig, och fick sitt nu gällande namn av Otto Stapf. Setaria palmifolia ingår i släktet kolvhirser, och familjen gräs. Inga underarter finns listade i Catalogue of Life.

## Bildgalleri

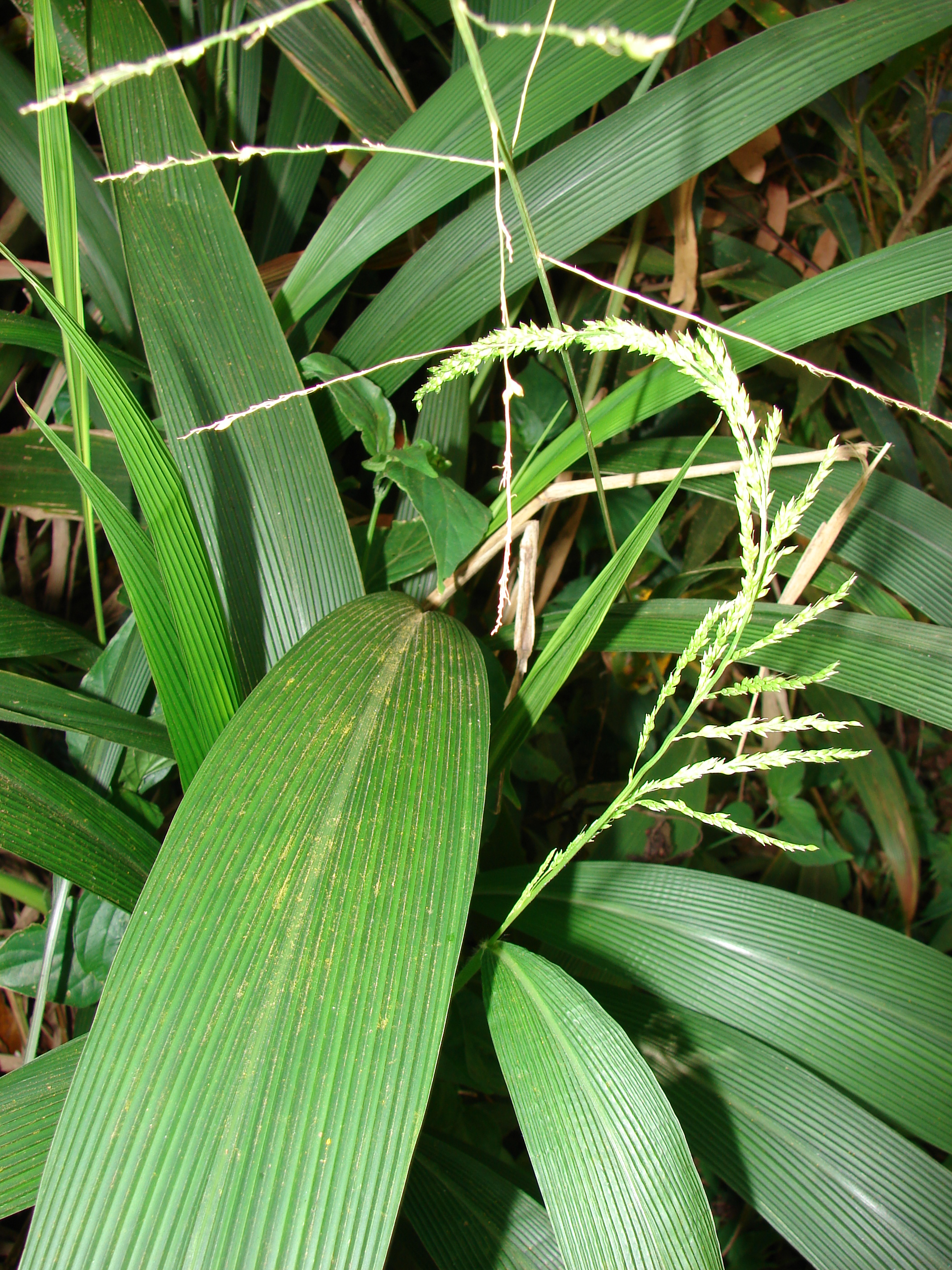
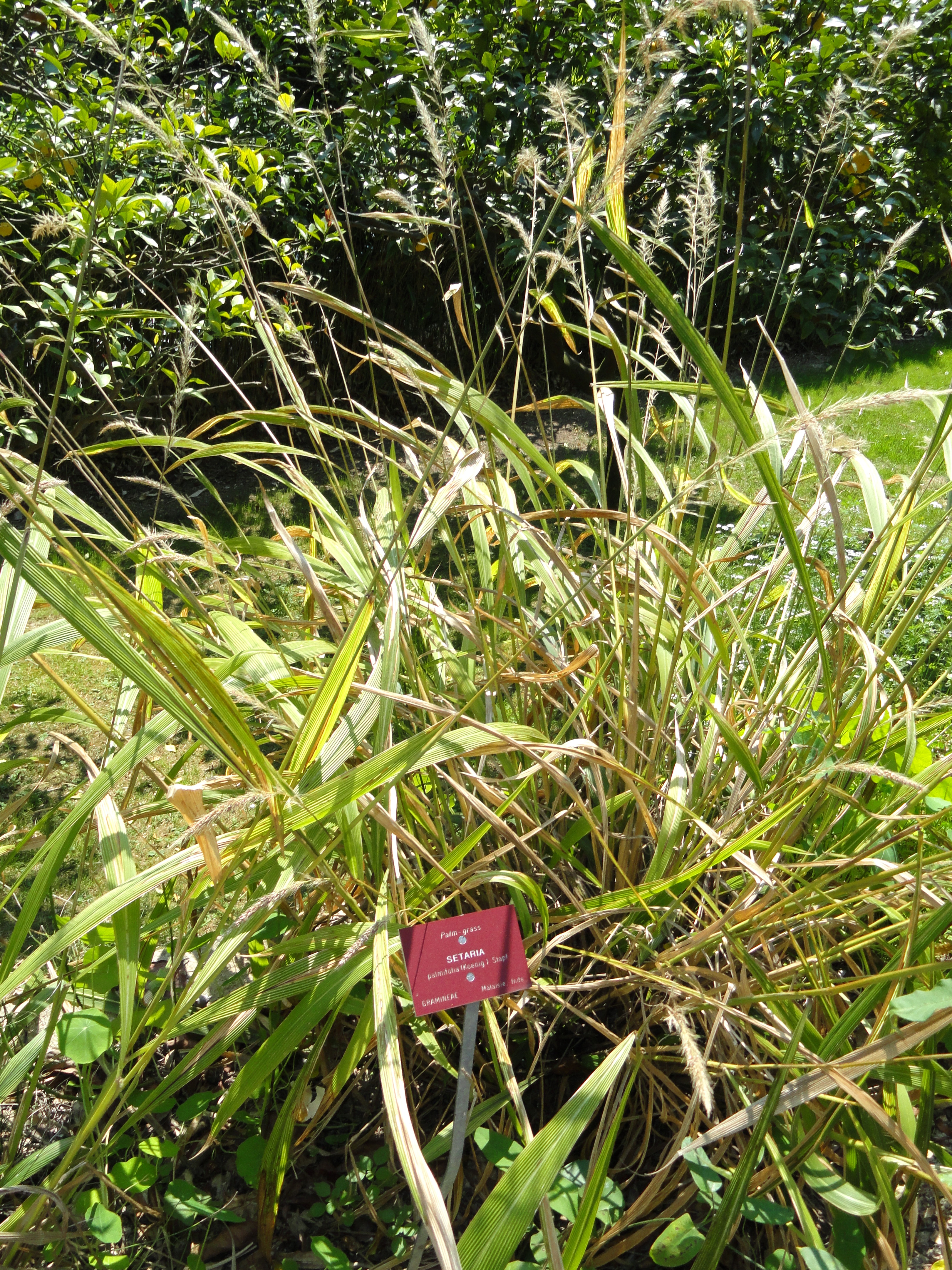
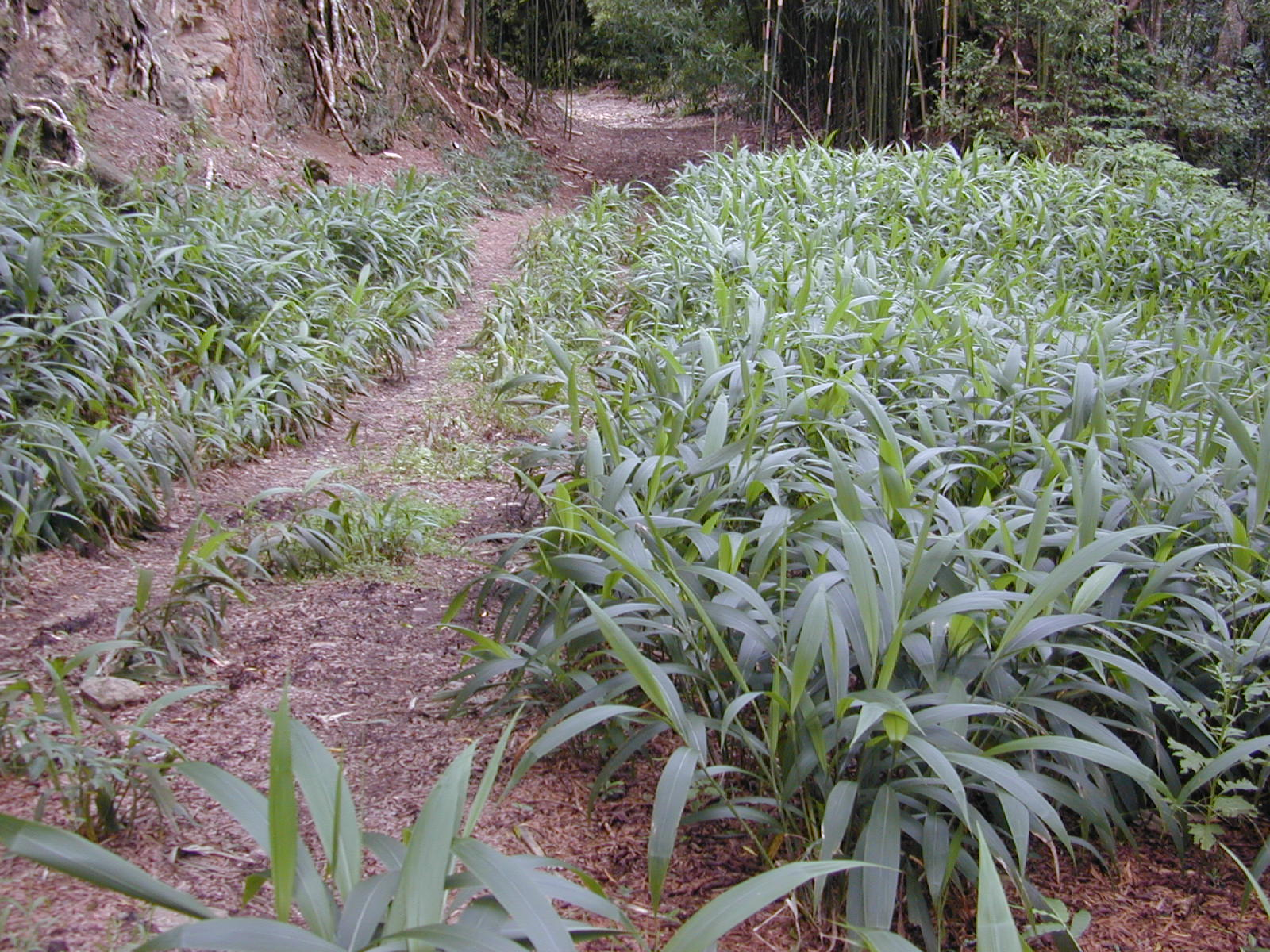
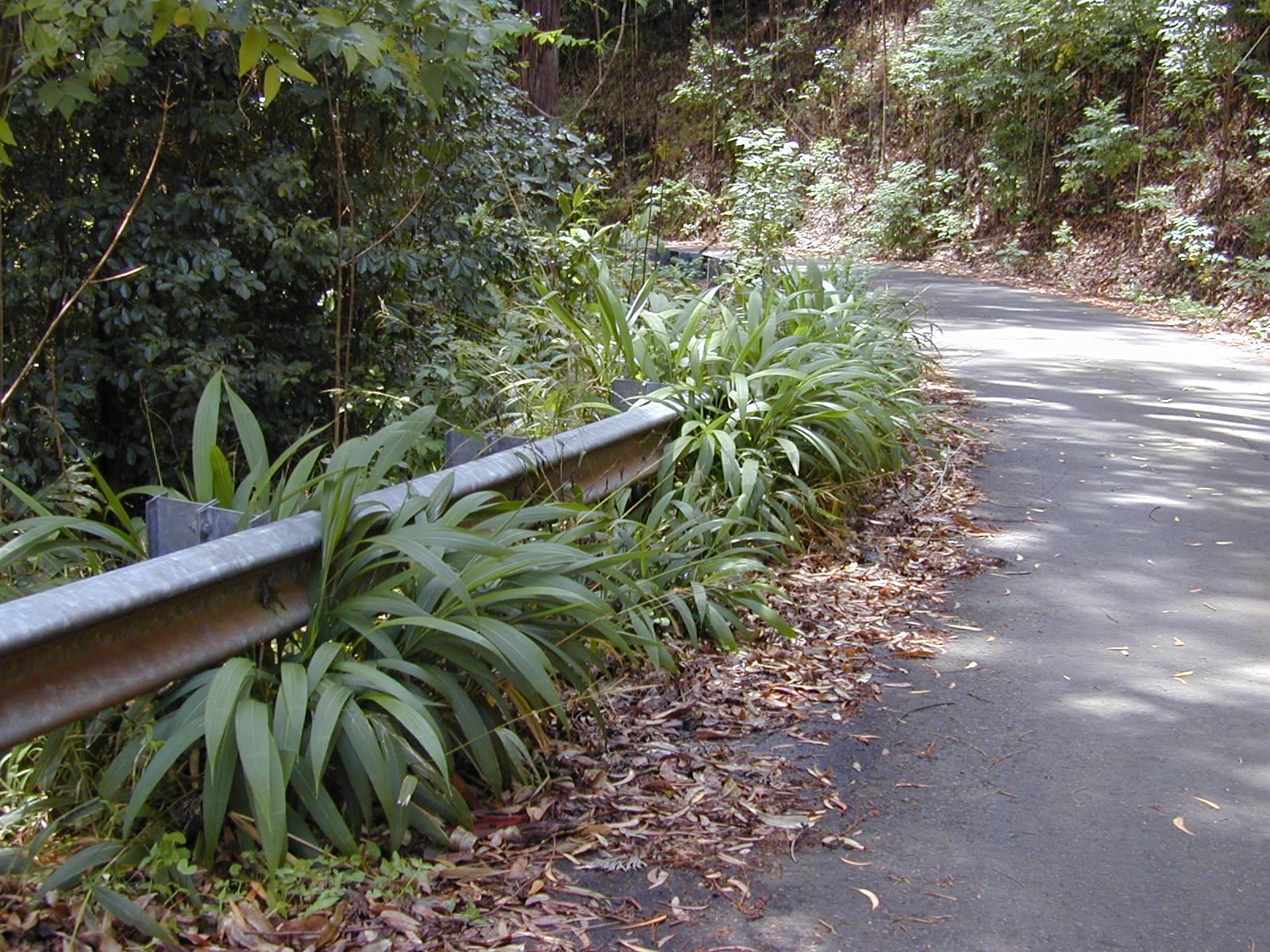